# Bitwa pod Calatañazor
Bitwa pod Calatañazor – starcie zbrojne, które miało miejsce w roku 1002 w okresie Rekonkwisty.
Latem 1002 roku władca Kalifatu Kordoby Al-Mansur Ibn Abi Aamir zorganizował coroczną wyprawę rabunkową w kierunku Santiago de Compostela i Barcelony. Po zakończonej wyprawie Maurowie wycofali się do wyznaczonego punktu mieszczącego się w Klasztorze San Millán de la Cogolla. Przeciwko Maurom wystąpił władca Leónu Alfons V na czele wojsk Kastylii, Nawarry i Leónu. Siły te zostały wzmocnione przez oddziały Sancho I oraz Sancho III. Wojska chrześcijańskie udały się do prowincji Soria. 
W rejonie Calatañazor doszło do bitwy z Maurami, która zakończyła się klęską Al-Mansura a on sam odniósł ciężkie rany, które przyczyniły się później do jego ślepoty. W sierpniu 1002 roku podczas podróży powrotnej z wyprawy do Medinaceli ciężko chory na artretyzm Al-Mansur zmarł. 
Śmierć Al-Mansura uznano za wielki sukces i znacznie podniosło morale chrześcijan. Była także powodem kryzysu w samym Kalifacie. 